# Долина Аджар (национальный парк)
Аджар (дари پارک ملی دره آجر) — национальный парк в Афганистане в провинции Бамиан. Территория являлась заповедником ещё в начале XX-го века после того, как афганская королевская семья использовала эти земли для охоты. Международный союз охраны природы считает этот парк одним из наиболее важным природным территориальным объектом Афганистана и в качестве национального парка признан в 1981 году.
Для парка актуальна борьба с браконьерством, и усиление защиты было проведено во время боевых действий. Особая угроза нависает над местной популяцией горных козлов.